# Marcel Cordemans
Marcel Cordemans (Lier, 7 december 1891 - Liedekerke, 28 oktober 1991) was een Belgisch journalist en de eerste hoofdredacteur van De Standaard.

## Carrière
Marcel Cordemans behaalde in 1914 zijn doctoraat in de Germaanse filologie aan de Katholieke Universiteit Leuven. Tijdens de oorlog was hij uitgeweken naar Engeland waar hij ten bate van de vluchtelingen werkte voor de Belgische overheid in Londen. Daar gebruikte hij veelal zijn moedertaal. Dat gecombineerd met zijn openlijke flamingantisme was voldoende om hem te laten verhoren. Kort daarna kwam hij onder de hoede van Alfons Van de Perre. Hij werd oneervol ontslagen uit de Belgische dienst, en begon als privé secretaris van Van de Perre. Deze vroeg hem ook in januari 1919 redactiesecretaris te worden van de nieuwe krant.
De pioniersjaren bij De Standaard waren bijzonder hard. Een te kleine ploeg, gekoppeld aan tegenstrijdige beloften en discussies over de onderlinge taakverdeling en hiërarchie, bemoeilijkten het werk. Pas na het vertrek van Filip De Pillecyn in 1922 werd Marcel Cordemans duidelijk bevestigd als redactiesecretaris en in de lente van 1923 bevorderd tot hoofdredacteur. Naast de functie van redactiechef concentreerde hij zich vooral op het buitenlands nieuws.
Het overlijden van Van de Perre, en de moeilijke relatie met de nieuwe sterke man Gustaaf Sap verzuurden de werksfeer op de redactie. De publicatie van een niet gesmaakte spotprent in 1929 kostte Cordemans uiteindelijk de baan. Jan Boon bleek bereid de functie over te nemen. Frans Van Cauwelaert kon Cordemans aan een ontslagvergoeding en een baan helpen als bibliothecaris in het Parlement.
Marcel Cordemans zou artikels en opiniestukken over de buitenlandse politiek blijven publiceren onder een aantal schuilnamen in meerdere publicaties waaronder Het Belang van Limburg. Tot de door hem gebruikte schuilnamen behoren Karel van de Mandemaker en Carel van Ryen. Cordemans werd later benoemd tot bibliothecaris-diensthoofd van de Koninklijke Academie voor Geneeskunde en werd ook nog privé secretaris van enkele CVP ministers waaronder Edmond Rubbens.

## Trivia
- Cordemans was goed bevriend met stadsgenoot Felix Timmermans van in de jaren 20 tot het overlijden van de laatste in 1947, en beschreef zijn herinneringen in 1967 in een boek.
- Het is op initiatief van toenmalig redactiesecretaris Marcel Cordemans dat De Standaard vanaf 27 september 1919 het AVV-VVK in de bekende kruisvorm in de hoofding van de krant opnam. Hij heeft het verdwijnen van het letterwoord in 1999 niet meer meegemaakt. Marcel Cordemans werd net géén 100 jaar oud en overleed in 1991.
- De kleinzoon van Marcel Cordemans, Filip Claus, werkte lange tijd als fotojournalist bij De Morgen.

## Publicaties
- 1963 Dr. A. van de Perre's oorlogsjaren : 1914-1918, Universa, Wetteren
- 1965 Edmond Rubbens : een levensverhaal met een bloemlezing uit zijn werken : 1894- 1938, Story & Scientia, Gent
- 1967 Raymond de la Haye en Felix Timmermans : herinneringen,Story & Scientia, Gent

- International Standard Name Identifier: 0000 0003 9596 4322
- Nederlandse Thesaurus van Auteursnamen: 068494939
- Virtual International Authority File: 290835707
- WorldCat: E39PBJfMdXbgj9rRHx3VwykFKd